# Германско-южноафриканские отношения
Германско-южноафриканские отношения — двусторонние дипломатические отношения между Германией и Южно-Африканской Республикой (ЮАР).

## История
В 1914 году ЮАР вступила в Первую мировую войну на стороне Британской империи против Германской империи. Впоследствии ЮАР завоевала Германскую Юго-Западную Африку и удерживали её до обретения Намибией независимости в 1990 году.
ЮАР вступила во Вторую мировую войну на стороне стран Антигитлеровской коалиции против нацистской Германии и других стран «оси». Многие жители ЮАР, включая движение африканеров «Оссевабрандваг», возражали против ведения боевых действий и стремились сохранить нейтралитет ЮАР во время конфликта, не вступая в войну на стороне Германии.
Члены «Оссевабрандваг» отказывались вступать в Южно-Африканские национальные силы обороны, а иногда и преследовали военнослужащих в форме. Это противостояние вылилось в открытые беспорядки в Йоханнесбурге 1 февраля 1941 года, когда 140 солдат получили серьёзные ранения.
Более опасным было формирование «Stormjaers» (штурмовые войска), военизированного крыла «Оссевабрандваг», похожего по структуре на германские «Штурмовые отряды». О характере «Stormjaers» свидетельствует клятва, принесенная новобранцами: «Если я отступлю, убейте меня. Если я умру, отомстите за меня. Если я продвинусь, следуйте за мной» (африк. As ek omdraai, skiet my. As ek val, wreek my. As ek storm, volg my).
«Stormjaers» участвовали в саботаже против правительства ЮАР. Они взрывали линии электропередач и железные дороги, а также перерезали телеграфные и телефонные линии. Подобные действия не одобрялись большинством африканеров и Магнус Малан приказал Национальной партии порвать с «Оссевабрандваг» в 1942 году.
Федеративная Республика Германии (ФРГ) и режим апартеида в ЮАР имели очень тесные связи, несмотря на международные санкции. В 1951 году в Кейптауне открылось генеральное консульство ФРГ. В 1955 году начались переговоры о подписании культурного соглашения. В 1956 году в ЮАР начался суд над 156 членами оппозиции по обвинению в государственной измене. Прокуратура ЮАР обратилось к Бонну за помощью в этом важном судебном процессе и без промедления получило её. Одним из обвиняемых в этом процессе был Нельсон Мандела.
В течение 1960-х и 1970-х годов ФРГ и ЮАР сотрудничали в ядерной отрасли. В начале 1970-х годов ФРГ была вынуждена отозвать своего посла в НАТО, потому что он посетил южноафриканский завод по обогащению урана.
Оружейная промышленность ФРГ экспортировала продукцию в ЮАР даже после официального введения в 1977 году эмбарго ООН на поставки оружия. «Daimler — жизненно важный партнер военной промышленности ЮАР», — заключил Абдул Минти, директор Международной организации против режима апартеида в конце 1980-х годов. «И если есть международная компания, которая могла бы ослабить армию государства апартеида, то это был бы Daimler-Benz». Несмотря на санкции ООН, компания «Messerschmitt-Bölkow-Blohm» экспортировала вертолёты в ЮАР. Для ухода от санкций в 1979 году была создана южноафриканская компания «Atlantis Diesel Engines», а «Daimler-Benz» владел 12 % акций этой компании.
В середине 1987 года более 100 американских предприятий покинули ЮАР, а западногерманские компании наоборот расширили свою торговлю и инвестиции в эту страну.
После демонтажа режима апартеида отношения между двумя странами улучшились. Германско-южноафриканская двусторонняя комиссия с 1996 года обеспечивает основу для двустороннего сотрудничества.

## Государственные визиты
В октябре 2007 года федеральный канцлер Германии Ангела Меркель посетила ЮАР, чтобы встретиться с президентом Табо Мбеки. В 2010 году министр иностранных дел Германии Гидо Вестервелле посетил ЮАР и назвал отношения между странами «отличными» и «стратегическим партнерством» как в экономике, так и в мировых делах.

## Торговля
ЮАР — крупнейший торговый партнёр Германии в Африке. В 2008 году объём товарооборота между странами составил сумму 12,6 млрд евро. В 2010 году Германия была четвертым по величине торговым партнером ЮАР после Китая, США и Японии.

## Иммиграция
В ЮАР проживает большое количество людей немецкого происхождения. В конце февраля 2019 года «The Local» сообщила, что в Германии проживает 6090 южноафриканцев по сравнению с южноафриканскими общинами в Канаде (14 530), Великобритании (117 225) и Австралии (13 500).

## Дипломатические миссии
- Германия содержит посольство в Претории[16].
- ЮАР имеет посольство в Берлине[17].